# Ash Shu'ayb (huyện)
Huyện Ash Shu'ayb là một huyện thuộc tỉnh Al Dali', Yemen. Đến thời điểm năm 2003, huyện này có dân số 38261 người